# スザンナ・クラーク
スザンナ・クラーク（Susanna Mary Clarke、1959年11月1日 - ）はイギリスの小説家。処女長編である歴史改変ファンタジー『ジョナサン・ストレンジとミスター・ノレル』でよく知られている。

## 略歴

### 早年
クラークは1959年11月1日、イングランドのノッティンガムに生まれた。幼少期を北イングランドとスコットランドにわたる様々な町で過ごし、1981年にオックスフォード大学セントヒルダズ校で哲学と政治学、そして経済学の学士の単位を取得した。9年間Quarto PublishingやGordon Fraserで出版の仕事に携わった。そして2年間イタリアトリノやスペインビルバオで外国語教師として働いた。そして1993年に帰国してからはケンブリッジにあるサイモン＆シャスターに雇われ、十年間料理本の編集をしていた。

### ジョナサン・ストレンジとミスター・ノレル
クラークは最初の構想をビルバオで教師として働いていた時に練っていた。
私は白昼夢のようなものを見ていた……18世紀の服を着た男性が、ベニスのような場所で英国人の旅行者と話している。そして彼はなんらかの魔術的背景——魔法、そして何か彼に不幸を及ぼす何かを、多少かじっている——を持っていると強く感じた。
クラークは仕事を続けながら10年間にわたって少しずつ本書を書き進め、2004年に出版にこぎつけた。ニューヨークタイムズのベストセラーリストの3位となり、11週にわたってベストセラー入りした。2015年には本作に基づいて、BBC Oneで7話のリミテッド・シリーズが製作・放送された。
本書は19世紀初頭、ナポレオン戦争当時のイングランドを舞台とする。本書の改変された歴史では、半人間で半妖精であるRaven Kingことジョン・ウスクグラスが12世紀から200年間イングランド北部を統治した。だがその後魔法の実践者は消滅し、純粋な知識としての研究者だけが存在している。ミスター・ノレルは魔法の実践を復活させて人々に魔法の力を見せつけ、政治家の妻を死から蘇らせて名声を得る。だが蘇った彼女や政治家の執事は妖精の呪いにとらわれることになる。魔法を広めようとせず、魔法の書物を買い集めて知識の独占をはかる。ジョナサン・ストレンジは二人目の魔法の実践者として現れ、ミスター・ノレルの弟子となり、イギリス軍に従軍して対ナポレオン戦争の勝利に貢献する。その後二人は袂を分かつが、ストレンジの妻もまた妖精の呪いにとらわれ、ミスター・ノレルはストレンジの魔法書の出版を妨害する。ストレンジはミスター・ノレルの禁止に背き、Raven Kingの強力な魔法を復活させて、妖精を召喚しようとする。イングランドには古の強力な魔法が蘇る。
本書は超自然的な魔法とともに19世紀のイングランドの生活の日常がきめ細かく描かれ、おびただしい脚注が補う。
日本語訳は2008年にヴィレッジブックスから三分冊で刊行されている。

### The Ladies of Grace Adieu and Other Stories
クラークは仕事の合間をぬって『ジョナサン・ストレンジ』と同一世界観の短編を発表し続けた。2006年には7編の既発表作と1編の新作を収録したThe Ladies of Grace Adieu and Other Storiesが出版された。各作品は別々の作者によるものとして提示され、アンソロジーの形をとる。魔法が存在する英国を舞台とし、19世紀の作家であるジェーン・オースティンやチャールズ・ディケンズのパスティーシュとして書かれている。『ジョナサン・ストレンジとミスター・ノレル』がタイトルでもあるジョナサン・ストレンジとギルバート・ノレルの二人の男達の関係に焦点を当てている一方で、各作品では女性達が魔法を通して得る力に焦点が当てられている。

### ピラネージ
2004年から、クラークは、SF作家兼レビュアーである夫コリン・グリーンランドと共にケンブリッジに住んだ。彼女は『ジョナサン・ストレンジとミスター・ノレル』完結の数年後に始まり、クラーク曰く“僅かにソーシャル・スケールを落とした”キャラクターを中心とした本の執筆に取り組んだ。しかし病気のために、複雑な『ジョナサン・ストレンジとミスター・ノレル』の続編を書くことはあきらめ、"Piranesi"と題される別の長編第二作に取り組んだ。執筆中にダービーシャーに移住した。2020年9月15日、"Piranesi"が出版された。
本作は、記憶のほとんどを失い、美術館のごとき多くのホールに彫刻が飾られ、しばしば潮流におおわれる世界で一人暮らす青年ピラネージの一人称で語られる。謎の訪問者がきっかけとなって青年は記憶を取り戻し始め、世界の間を大いなる力により転移できると称する学者によってこの世界に置き去りにされたことを思い出していく。
2022年4月に東京創元社より『ピラネージ』として翻訳出版された。

## 受賞歴
- 2001年世界幻想文学大賞中編部門に"Mr Simonelli, or the Fairy Widower"が最終選考に残る[5]
- 2004年ブッカー賞に『ジョナサン・ストレンジとミスター・ノレル』が最終候補リストに残る[6]
- 2004年ウィットブレッド賞処女小説部門に『ジョナサン・ストレンジとミスター・ノレル』が最終選考に残る[7]
- 2004年ガーディアン新人賞に『ジョナサン・ストレンジとミスター・ノレル』が最終選考に残る[8]。
- 2004年雑誌タイムのベスト小説に『ジョナサン・ストレンジとミスター・ノレル』が選ばれる[9]
- 2005年ブリティッシュ・ブック・アワード文学小説賞に『ジョナサン・ストレンジとミスター・ノレル』が最終選考に残る[10]
- 2005年ヒューゴー賞 長編小説部門を『ジョナサン・ストレンジとミスター・ノレル』が受賞[11]
- 2005年世界幻想文学大賞長編部門を『ジョナサン・ストレンジとミスター・ノレル』が受賞[12]
- 2005年ローカス賞最優秀処女長篇部門を『ジョナサン・ストレンジとミスター・ノレル』が受賞[13]
- 2005年ミソピーイク賞Adult Literature部門を『ジョナサン・ストレンジとミスター・ノレル』が受賞[14]
- 2005年ブリティッシュ・ブック・アワードNewcomer of the Yearに選ばれる[15]
- 2022年女性小説賞を受賞。

## 作品リスト
- "The Ladies of Grace Adieu" (1996)[16]　短編
- "Stopp’t-Clock Yard".  (1996)[16]　短編
- "On Lickerish Hill" (1997)[16]　短編
- "Mrs Mabb" (1998)[16]　短編
- "The Duke of Wellington Misplaces His Horse" (1999)[16]　短編
- "Mr. Simonelli or the Fairy Widower" (2000)[16]　短編
- "Tom Brightwind, or, How the Fairy Bridge Was Built at Thoresby" (2001)[16]　短編
- ジョナサン・ストレンジとミスター・ノレル (Jonathan Strange & Mr Norrell, 2004)[17]　長編
- "Antickes and Frets" (2006)[16]　短編
- The Ladies of Grace Adieu and Other Stories (2006)[17]  短編集
- The Dweller in High Places (2007)[18] 短編
- ピラネージ (Piranesi) (2020)　長編